# NLRC4
NLRC4‏ (NLR family CARD domain containing 4) هوَ بروتين يُشَفر بواسطة جين NLRC4 في الإنسان.